# Reginald Steggall

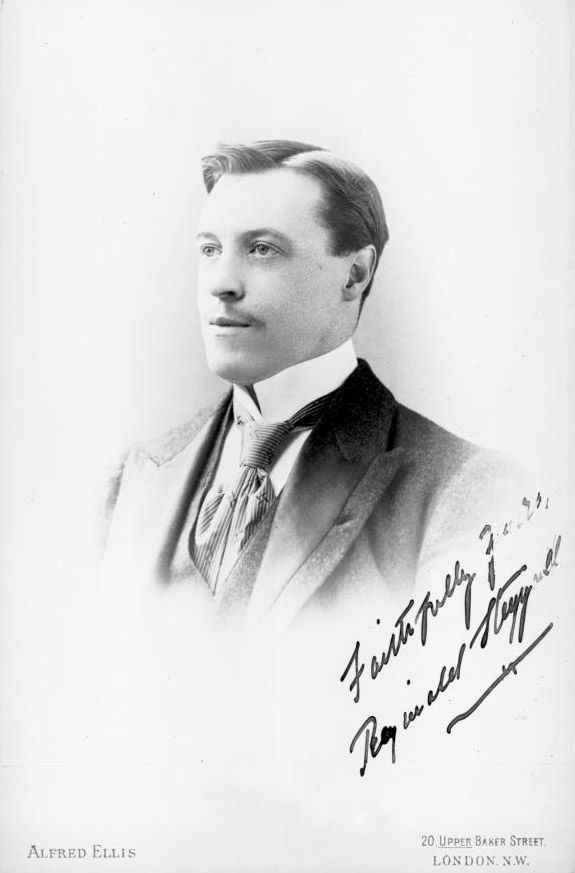
Reginald Steggall (um 1900)

Reginald Steggall (* 17. April 1867 in London; † 16. November 1938 ebenda) war ein britischer Organist und Komponist. Er war der Sohn des Organisten und Komponisten Charles Steggall.

## Leben und Werk
Reginald Steggall wirkte ab 1895 an der Royal Academy of Music als Orgellehrer. Ab 1905 wirkte er als Nachfolger seines Vaters als Organist an Lincoln’s Inn Chapel.
Als Komponist schrieb er Orchester- und Orgelwerke, Klavierstücke, Kammermusik und Lieder.